# Larochemillay
Larochemillay est une commune française située dans le département de la Nièvre, en région Bourgogne-Franche-Comté.
Ses habitants sont appelés les Millirupétiens.

## Géographie

Larochemillay se trouve à 15 km au nord de Luzy.

### Situation et site
Larochemillay se situe dans le Morvan, au pied du mont Beuvray dans le sud-est du département. La commune est située à 24 kilomètres au sud-ouest d'Autun.
La commune est très vaste ; située sur le flanc sud-ouest du mont Beuvray, le village est en situation perchée, dominant la vallée de la Séglise, dite encore ruisseau de la Roche, mais son site forme toutefois paradoxalement une petite cuvette par rapport au site encore plus perché du château éponyme. Les bois sont dominants dans la totalité du finage communal (forêt de Chatillon, etc.). « Les châtaigniers séculaires situés sur la pente du Beuvray sont magnifiques » écrit Gustave Heuzé en 1872.
Le bourg se trouve à 399 mètres d'altitude et la commune fait partie du parc naturel régional du Morvan. Le site accidenté explique que la commune connaît périodiquement des inondations et des coulées de boue, par exemple les 16 et 17 mai 1988, du 19 au 21 février 1999 et du 25 au 29 décembre 1999.
| Villapourçon | Glux-en-Glenne Morvan, mont Beuvray | Saint-Léger-sous-Beuvray (Saône-et-Loire) |
|              | Larochemillay                       | Poil                                      |
| Chiddes      | Millay                              |                                           |

### Le mont Touleur ou Thouleur
Le mont Touleur, qui culmine à 582 mètres d'altitude, situé à environ 1 km à l'ouest de Larochemillay et à 6 km au sud-ouest du mont Beuvray, domine la vallée du ruisseau de la Roche d'environ 270 mètres et est entièrement boisé. Son sommet a été arasé pour la construction d'une forteresse de 21 mètres de long sur 13 mètres de large dont il ne subsiste que peu de choses, la base de quelques murs de 1,80 mètre d'épaisseur, les traces d'une tour circulaire et une dépression qui était probablement une citerne ; il s'agit d'un oppidum éduen qui commandait l'un des accès à Bibracte, transformé ensuite en camp romain, qui aurait été détruit probablement en 1474 lors des troubles postérieurs à la guerre de Cent Ans.

### Géologie
La région de Larochemillay est formée principalement de porphyre rouge avec nombreux filons de quartz ; des affleurements de granite existent également, ainsi que des gisements de minerai de fer, qui ont été exploités, le Grand dictionnaire universel du XIXe siècle de Pierre Larousse évoque la présence de mines de fer « à Villapourçon et Laroche-Millay ».

### Le bourg et les hameaux
Un temps chef-lieu de canton, mais ayant perdu cette fonction au profit de Luzy, mieux placé par rapport aux axes de transports modernes et à plus basse altitude, le bourg de Larochemillay a conservé, autour d'une grande place centrale où se tenait le marché (il s'y tint un marché par semaine et sept foires par an jusqu'à la Révolution française), des traces de son importance commerciale et administrative passée (ce fut le siège d'un bailliage dont le ressort s'étendait dans tout le sud du Morvan). Le bourg a conservé des ruelles tortueuses, des maisons bourgeoises datant du XVe siècle au XVIIIe siècle, en particulier la maison Couveau, à contreforts et ouvertures avec linteaux à accolades.
Le hameau de Bois-du-Montceau avait 120 habitants vers 1840. Le hameau de Lavaut avait 285 habitants en 1890 et deux écoles publiques (garçons et filles) ; celui de Mesles avait 66 habitants à la même date et celui de Monjouan 69 habitants.
NB : La liste qui suit n'est pas exhaustive.
- Bois-du-Montceau
- Champ Robert
- Crot des Hates
- Lavaut
- le Bouchet
- les Couturiers
- Mesles
- Montodué
- Monjouan
- Ruault
- Saint-Gengoult

### Climat
Pour des articles plus généraux, voir Climat de la Bourgogne-Franche-Comté et Climat de la Nièvre.
En 2010, le climat de la commune est de type climat de montagne, selon une étude du Centre national de la recherche scientifique s'appuyant sur une série de données couvrant la période 1971-2000. En 2020, Météo-France publie une typologie des climats de la France métropolitaine dans laquelle la commune est exposée à un climat océanique altéré et est dans la région climatique Centre et contreforts nord du Massif Central, caractérisée par un air sec en été et un bon ensoleillement.
Pour la période 1971-2000, la température annuelle moyenne est de 10,4 °C, avec une amplitude thermique annuelle de 16,5 °C. Le cumul annuel moyen de précipitations est de 1 184 mm, avec 13,8 jours de précipitations en janvier et 8,3 jours en juillet. Pour la période 1991-2020, la température moyenne annuelle observée sur la station météorologique de Météo-France la plus proche, « Avrée », sur la commune d'Avrée à 12 km à vol d'oiseau, est de 11,7 °C et le cumul annuel moyen de précipitations est de 884,8 mm. 
La température maximale relevée sur cette station est de 40,5 °C, atteinte le 24 juillet 2019 ; la température minimale est de −13,9 °C, atteinte le 7 février 2012,,.
Les paramètres climatiques de la commune ont été estimés pour le milieu du siècle (2041-2070) selon différents scénarios d'émission de gaz à effet de serre à partir des nouvelles projections climatiques de référence DRIAS-2020. Ils sont consultables sur un site dédié publié par Météo-France en novembre 2022.

## Urbanisme

### Typologie
Au 1er janvier 2024, Larochemillay est catégorisée commune rurale à habitat très dispersé, selon la nouvelle grille communale de densité à sept niveaux définie par l'Insee en 2022.
Elle est située hors unité urbaine et hors attraction des villes,.

### Occupation des sols
L'occupation des sols de la commune, telle qu'elle ressort de la base de données européenne d’occupation biophysique des sols Corine Land Cover (CLC), est marquée par l'importance des forêts et milieux semi-naturels (51,4 % en 2018), une proportion sensiblement équivalente à celle de 1990 (51 %). La répartition détaillée en 2018 est la suivante : forêts (51,4 %), prairies (48,4 %), zones agricoles hétérogènes (0,1 %). L'évolution de l’occupation des sols de la commune et de ses infrastructures peut être observée sur les différentes représentations cartographiques du territoire : la carte de Cassini (XVIIIe siècle), la carte d'état-major (1820-1866) et les cartes ou photos aériennes de l'IGN pour la période actuelle (1950 à aujourd'hui).

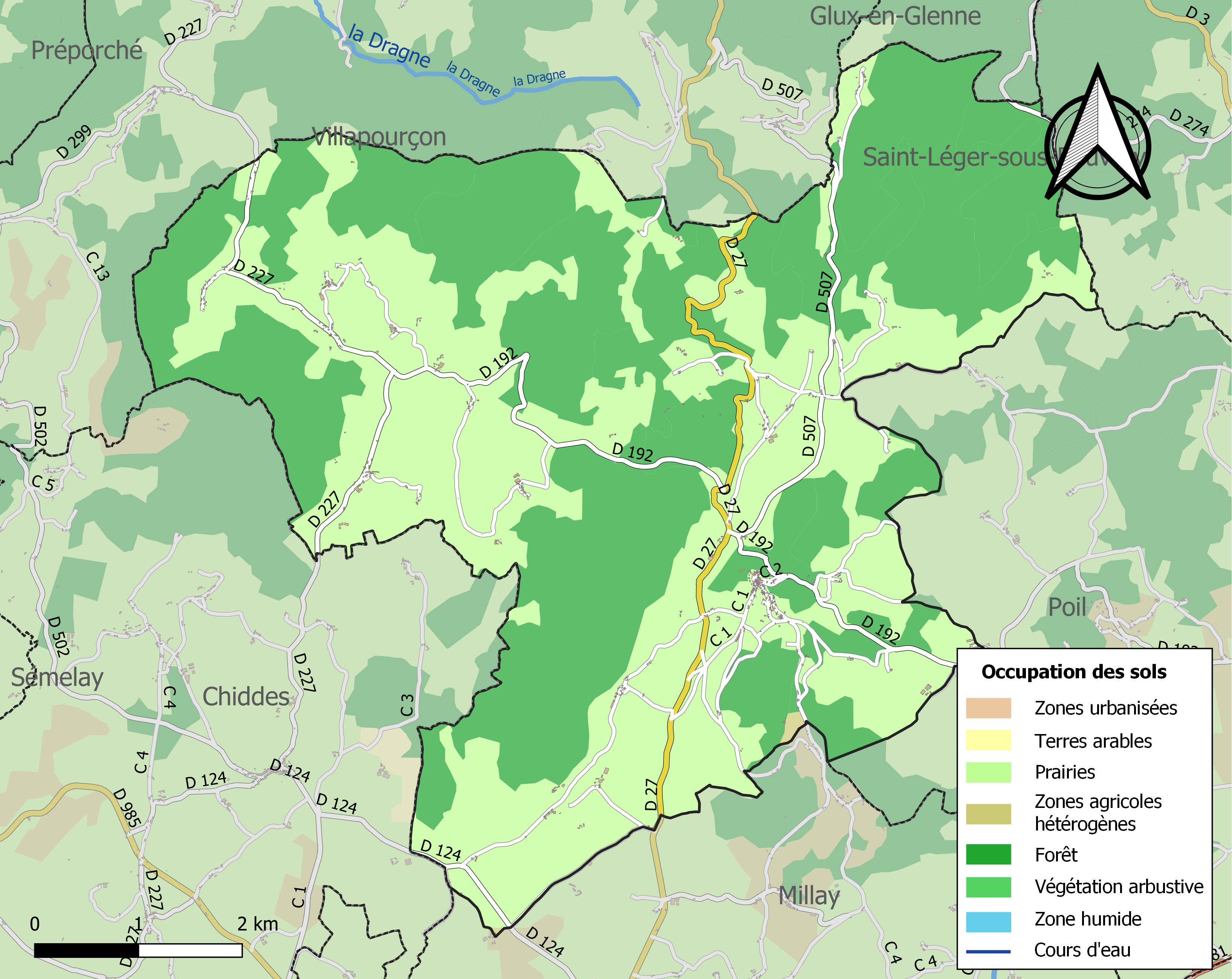
Carte des infrastructures et de l'occupation des sols de la commune en 2018 (CLC).

## Histoire
Anciennement Rupes Militis (Rocher des militaires ou la Roche du soldat), la commune fut nommée Laroche en 1793 (brièvement Rocher-Montagne pendant la Terreur), puis La-Roche-Millay en 1801 avant devenir définitivement Larochemillay. Ce fut longtemps un pont stratégique entre le mont Touleur et le mont Beuvray.

### Les origines paroissiales
La paroisse est très ancienne, faisant partie de l'évêché d'Autun (la paroisse ne fut rattachée à l'évêché de Nevers que lors du rétablissement de celui-ci en 1817) et de l'archiprêtré de Luzy, mais ne comprenait jadis guère que le chef-lieu et les hameaux de Couveau, Vanoise et le Verne. Hugues de Ternant, chevalier, légua en 1240 cinq sous à l'église Saint-Pierre de la Roche-de-Milay. Selon Jacques-François Baudiau, « l'église, bâtie ans le centre du bourg, est peu digne de sa destination. Elle se compose d'un chœur, flanqué de deux chapelles et d'une nef. Le curé, François Maudiot, y fit établir en 1628 par le ministère du père Melchior de Vienne, prédicateur capucin, une confrérie du Saint-Scapulaire ».
Une motte féodale dénommée Château d'Auvergne, siège de l'antique seigneurie de Champrobert, est encore partiellement visible, même si le site a été entamé par les carrières de marbre situées à proximité.

### Une région longtemps restée isolée, aux transports difficiles
La vallée du ruisseau de Malvaux, comme son nom même l'indique, est étroite, encaissée, froide car elle voit peu le soleil. Le chemin de construction gauloise probablement, a été par endroits taillé dans la roche. Saint Martin faillit y perdre la vie, si l'on en croit la légende, poursuivi par des paysans païens en colère, du côté du Pas-de-l'Âne. Il ne dut son salut qu'à la vigueur de sa monture qui lui permit de franchir la vallée d'un seul bond, d'où les Pas de saint Maurice (ce dernier ayant été confondu par la suite avec saint Martin).

« En gravissant le Beuvray, du côté de Larochemillay, on encontre un rocher à pic surplombant de quinze pieds la vallée,(...) c'est la Roche du Pas-de-l'Âne !.. Une empreinte creusée dans la pierre offre, en effet, l'image grossière du pied de cet animal. Saint Martin, poursuivi par les païens, non loin d'une des pierres consacrées au druidisme, pour échapper au danger, fit franchir une vallée profonde à son humble monture, qui alla s'abattre sur la Roche du Pas-de-l'Âne, où son pied est resté empreint. La vallée ainsi franchie a conservé un nom en rapport avec cet évènement : elle s'appelle le Malvaux, la Mauvaise-Vallée. »

Les clochers de Malvaux sont des roches quasi verticales qui dominent la vallée du ruisseau du même nom, leur verticalité provenant du fait qu'il s'agit là d'anciennes carrières.

### Le prieuré de Vanoise
Situé sur le territoire de la paroisse de Larochemillay, le prieuré Notre-Dame de Vanoise, fondé au XIe siècle par Hugues de la Roche, de l'ordre de l'abbaye bénédictine de Cluny dépendait du prieuré Notre-Dame de La Charité-sur-Loire. Consacré à la Vierge Marie, son culte y fut longtemps très populaire.

### L'ancienne paroisse de Saint-Gengoux et l'annexion temporaire de Poil
Larochemillay devient en 1793 chef-lieu du canton de Laroche, et absorbe l'ancienne paroisse de Saint-Gengoux (ou Saint-Guengoult) entre 1790 et 1794, puis Poil, pourtant érigé en commune en 1790, entre 1795 et 1800 (par décision du président du district de Moulins), avant de céder cette dernière en 1860 (décret impérial du 9 mai 1860). Saint-Guengoux, situé à 1 kilomètre au sud-ouest du bourg de Larochemillay, a conservé son ancienne église paroissiale devenue chapelle Saint-Gengoult, de style roman et datant du XIIe siècle. Elle est inscrite à l'Inventaire des monuments historiques par l'arrêté du 11 septembre 1998. La chapelle présente des pilastres cannelés avec chapiteaux à décor végétal (modeste imitation de la cathédrale Saint-Lazare d'Autun). ce fut une chapelle de pèlerinage pour les paysans morvandiaux, car saint Guengoult était invoqué pour les affections des yeux et des jambes et pour la protection du bétail.
C'est dans ce hameau que la légende place l'histoire de la fontaine où l'épouse adultère et enceinte de saint Guengoult aurait juré à tort de sa fidélité, perdant instantanément son bras, d'où le quatrain :
« Mesdames, que ceci vous apprenne

Quand vous trahirez vot'serment

A ne pas mettre vot'bras dans la fontaine

De Saint-Gengoux-en-Morvan »

Traditionnellement, chaque 11 mai, la fête de saint Gengoux attirait près de la fontaine vénérée de nombreux pèlerins venus demander à Dieu, par l'intercession du saint, de protéger les moutons contre la clavelée (variole ovine) ou les mauvais sorts. Le curé de Larochemillay venait dire une messe solennelle dans la chapelle, « engrangeant pieusement les toisons, l'avoine, l'orge, les œuvres, les étoupes et autres offrandes que ne manquent pas de lui apporter les pèlerins qui les déposent sur l'autel, pour les remettre à Dieu bien entendu ».
La chapelle Saint-Gengoult sert de chapelle funéraire à la famille de Rivière dont le château, construit au XVIIIe siècle d'après Baudiau et Soultrait, est à proximité.

### LeXIXesiècle
En 1835, Larochemillay disposait déjà d'un bureau de poste.
En septembre 1841, une épidémie de diphtérie commence dans la commune de Larochemillay (un mort) et gagne les communes de Millay (18 morts), Poil (23 morts), Saint-Didier-sur-Arroux (29 morts), Thil-sur-Arroux (14 morts), Étang (5 morts) Charbonnat (3 morts), etc.
Vers 1845, six foires annuelles se tiennent à Larochemillay les 3 février, 1er lundi de mars, 7 mai, lundi après le dimanche de la Trinité, lundi après le 8 septembre et le 29 décembre.
Au milieu du XIXe siècle, le gisement de minerai de fer, à cheval sur les communes de Villapourçon, Chiddes et Larochemillay, exploité par la « Compagnie du Creusot », produit 90 tonnes de minerai en 1852 et 935 tonnes en 1853. En 1858, après plusieurs refus antérieurs, le conseil général de la Nièvre vote la création de la commune de Poil, et adopte en 1859 après maintes polémiques, le tracé de la limite communale entre Larochemillay et la nouvelle commune. Cette création devient officielle par le décret du 9 mai 1860.
La construction d'une « maison d'école » pour les garçons est décidée en 1881 (mais une école existait déjà antérieurement, par exemple en 1849, l'instituteur se nomme Lamethery).

### LeXXesiècle

#### Le désenclavement et la modernité
Larochemillay n'a jamais été desservie par le chemin de fer, mais en mars 1930, un « service par voiture automobile », puis par autobus est mis en place pour desservir la commune à destination de la gare PLM de Millay, distante de 6 km. Ce service, assuré jusqu'en 1939 par M. Gauthey (et momentanément par Georges Toutain entre 1933 et 1935), est repris à cette date par Jean Courault, de Millay.
À partir de 1937, le « syndicat de Luzy-Larochemillay » commence les travaux de construction des travaux d'adduction d'un réseau d'eau potable.

#### Les guerres duXXesiècle
Le monument aux morts de Larochemillay porte les noms de 110 personnes mortes pour la France pendant les guerres du XXe siècle dont 95 pendant la Première Guerre mondiale et 15 pendant la Seconde Guerre mondiale.

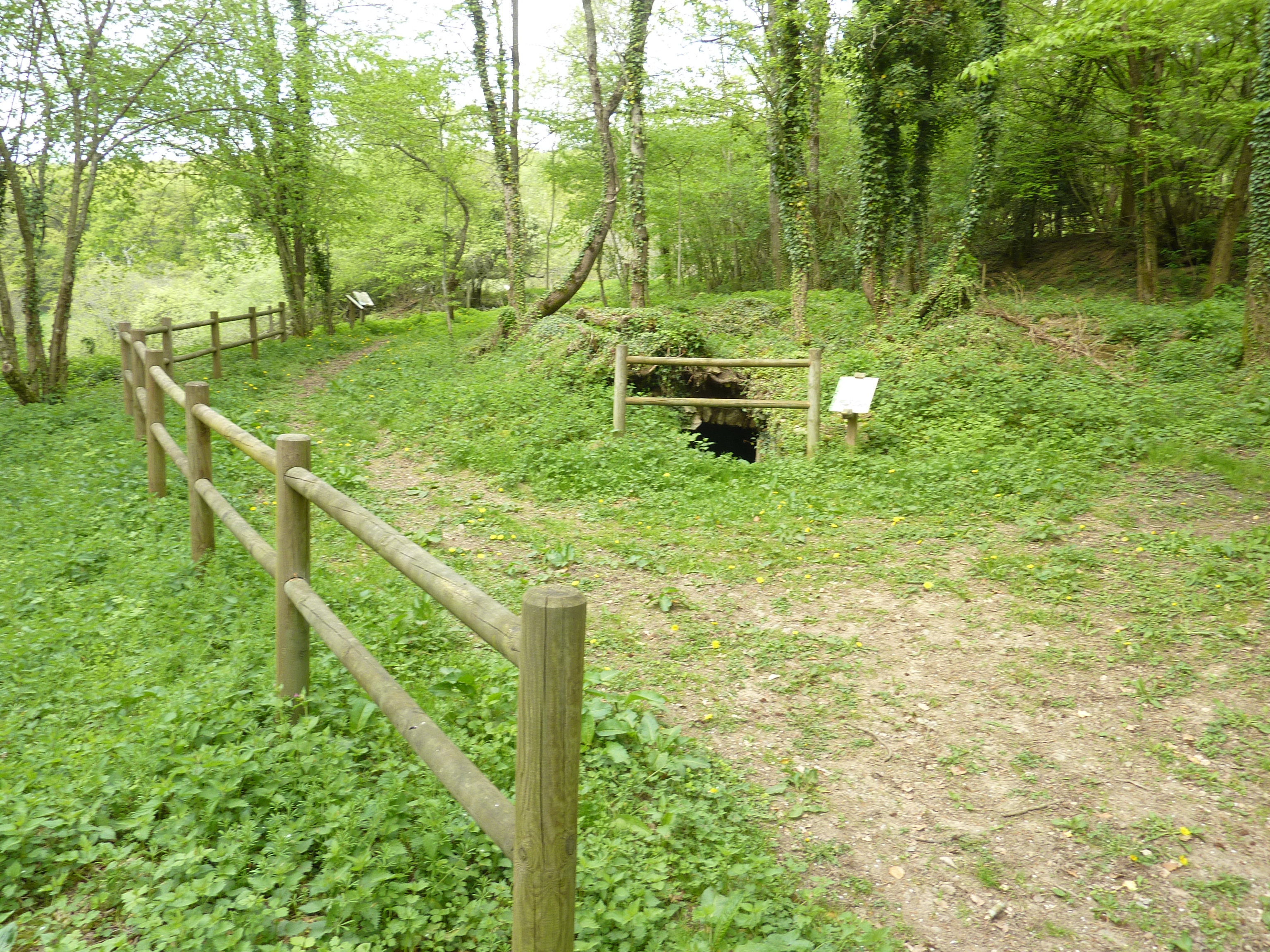
Vue générale du site des Fraichots, en ruine.

En juin 1944, le capitaine Paul Sarrette, du Special Operations Executive britannique), ayant le pseudonyme « Louis », joint le Morvan depuis le Jura où il a été parachuté. Secondé par le capitaine Kenneth Mackenzie, il forme un maquis, membre du réseau Libération-Nord, basé d'abord à la Croix de Meux à Poil, puis aux Fraichots à Larochemillay, qui prend son nom : maquis Louis War Office.
Lorsqu'en août 1944, les Allemands voulant échapper au débordement sont contraints de passer dans la zone du Morvan pour regagner l'Allemagne, les maquisards des Fraichots multiplient les embuscades, les sabotages, les attaques et contre-attaques et assurent un radio-guidage pour les attaques aériennes de la RAF et les parachutages. Le 31 août 1944, deux officiers britanniques sont largués pour coordonner les opérations. Le capitaine Louis et six de ses compagnons sont tués accidentellement le 5 septembre 1944 à Chiddes. Ils ne verront pas la libération de Luzy le 10 septembre 1944 qui marque la fin des activités militaires du maquis.

## Politique et administration

### Liste des baillis
- 1427 : Jean Letors
- 1438 : Hugues de Druy
- 1570 : Jean de Merans
- 1624 : Jean Dubosc
- 16.. : Guy Coquille
- 1672 : Gilbert Enfer
- 1690 : Zacharie Caillery
- 1700 : Jean Geoffroy
- 1703 : Joseph-René Dubosc
- 1724 : François Dubosc

### Liste des curés[36]
- 1552 : Jean Bailezy
- 1625 : François Mandiot
- 1687 : Jean-Baptiste Berger qui exerça son ministère jusqu'en 1719 année de sa mort. Il fut aussi prieur de Vanoise[37].
- 1703 : Jean de Méru
- 1727 : Léonard Rigogne, « mauvais prêtre, qui s'empara de sa propre autorité, de l'administration de la paroisse et y conféra les sacrements sans juridiction. Deux curés, envoyés successivement par l’évêque, ne purent en prendre possession. Il fallut procéder juridiquement contre ce mercenaire, et ce ne fut qu'au bout de deux ans, qu'on parvint à l’expulser. Les pièces de la procédure le représentent comme un homme violent, colère, blasphémant contre Dieu et les saints, impudique et ivrogne. »[36].
- 1734 : Léonard Tannier
- 1769 : Joseph Alexandre, assista à l'assemblée préparatoire des États Généraux à Nevers en 1787
- 1789 : Nicolas Gauthier, intrus, livra ses lettres de prêtrise, qui furent brûlées à Moulins-Engilbert
- 1830 : Vacher, en 1793
- Bonnamour
- Chantret
- Pannetier

### Liste des maires
| Période                                  | Période       | Identité                       | Étiquette | Qualité                                                      |
| ---------------------------------------- | ------------- | ------------------------------ | --------- | ------------------------------------------------------------ |
| Les données manquantes sont à compléter. |               |                                |           |                                                              |
| ?                                        | 1837          | La Ferté Meun                  |           | Noble                                                        |
| 1837                                     | 1843          | Bertrand de Rivière            |           | Noble                                                        |
| 1843                                     | 1865          | Charles Martin                 |           | Propriétaire « bourgeois »                                   |
| 1865                                     | 1876          | Léopold Bertrand               |           | Notaire, châtelain de Vannoise                               |
| 1876                                     | 1880          | Aldéric Cognet                 |           | Juge de paix, propriétaire agricole, beau-frère du précédent |
| 1880                                     | 1896          | Ferdinand Cognet               |           | Fils du précédent                                            |
| 1896                                     | 1904          | Charles François Joseph Martin |           | Propriétaire, ancien notaire, descendant des Martin          |
| 1904                                     | ?             | Jean-Baptiste Bouillot         | Gauche    | Artisan maréchal                                             |
| 1925                                     | 1929          | Charles François Joseph Martin |           |                                                              |
| ?                                        | ?             | Blanchot                       | Gauche    | Épicier                                                      |
| 1935                                     | 1945          | Jean-Marie Ducreux             | SFIO      | Cultivateur, fils d'un fabricant de jougs                    |
| 1945                                     | 1971          | Joseph Rollot                  | Gauche    | Artisan sabotier                                             |
| 1971                                     | novembre 1977 | Fernand Dubuc                  |           | Retraité                                                     |
| novembre 1977                            | mars 1989     | Michel Jeannerod               |           |                                                              |
| mars 1989                                | mars 2001     | Jean Martin (Maire Honoraire)  |           | Agriculteur                                                  |
| mars 2001                                | mars 2008     | Michel Berthier                |           |                                                              |
| mars 2008                                | en cours      | Nathalie Michon                |           | Agricultrice                                                 |

## Population et société

### Démographie
L'évolution du nombre d'habitants est connue à travers les recensements de la population effectués dans la commune depuis 1793. Pour les communes de moins de 10 000 habitants, une enquête de recensement portant sur toute la population est réalisée tous les cinq ans, les populations de référence des années intermédiaires étant quant à elles estimées par interpolation ou extrapolation. Pour la commune, le premier recensement exhaustif entrant dans le cadre du nouveau dispositif a été réalisé en 2004.

En 2022, la commune comptait 228 habitants, en évolution de −1,3 % par rapport à 2016 (Nièvre : −3,28 %, France hors Mayotte : +2,11 %).
| 1793 | 1800  | 1806  | 1821  | 1831  | 1836  | 1841  | 1846  | 1851  |
| ---- | ----- | ----- | ----- | ----- | ----- | ----- | ----- | ----- |
| 705  | 1 480 | 1 457 | 1 640 | 1 796 | 2 039 | 2 203 | 2 211 | 2 215 |

| 1856  | 1861  | 1866  | 1872  | 1876  | 1881  | 1886  | 1891  | 1896  |
| ----- | ----- | ----- | ----- | ----- | ----- | ----- | ----- | ----- |
| 2 188 | 1 322 | 1 395 | 1 347 | 1 502 | 1 608 | 1 656 | 1 640 | 1 637 |

| 1901  | 1906  | 1911  | 1921  | 1926  | 1931  | 1936 | 1946 | 1954 |
| ----- | ----- | ----- | ----- | ----- | ----- | ---- | ---- | ---- |
| 1 720 | 1 754 | 1 718 | 1 315 | 1 126 | 1 080 | 970  | 862  | 666  |

| 1962 | 1968 | 1975 | 1982 | 1990 | 1999 | 2004 | 2006 | 2009 |
| ---- | ---- | ---- | ---- | ---- | ---- | ---- | ---- | ---- |
| 640  | 558  | 516  | 417  | 337  | 287  | 294  | 297  | 285  |

| 2014 | 2019 | 2022 | - | - | - | - | - | - |
| ---- | ---- | ---- | - | - | - | - | - | - |
| 235  | 231  | 228  | - | - | - | - | - | - |

Commentaire : La modification à plusieurs reprises des limites communales complique la lecture de l'évolution démographique de Larochemillay : l'annexion de Saint-Gengoult vers 1792 (mais sa population a été incluse dans celle de Larochemillay lors du recensement de 1793) et celle de Poil avant 1800 expliquent la forte différence entre la population de 1793 et celle de 1800 (Poil avait 858 habitants en 1793) ; de même la recréation de la commune de Poil en 1860 explique l'apparent déclin brutal subi entre les recensements de 1856 et 1861, Poil comptabilisant 806 habitants lors du recensement de 1861.
Larochemillay a connu, depuis que les recensements existent, un très fort déclin démographique. Si l'on inclut Poil, l'ensemble formé par « Larochemillay + Poil » est passé de 1 563 habitants en 1793 à 452 habitants en 2006, soit une perte de 1 111 personnes en 213 ans (- 71,1 %). Si l'on considère les seuls chiffres concernant la commune de Larochemillay (Poil exclu), le déclin est également spectaculaire, la commune passant de 705 habitants en 1793 à 293 en 2007, soit une perte de 412 habitants en 214 ans (- 58,4 %).
Larochemillay (Poil inclus) a gagné des habitants pendant la majeure partie du XIXe siècle, parvenant à son maximum démographique en 1886 avec 2 634 habitants (1 656 habitants pour Larochemillay et 978 pour Poil à cette date). Depuis, et pendant tout le XXe siècle en particulier, le déclin démographique a été continu et spectaculaire, Larochemillay (Poil exclu) perdant 1 369 habitants entre 1886 et 1999 (- 82,7 % en 113 ans), l'année 1999 étant celle du minimum démographique. La première décennie du XXIe siècle montre en effet une stabilisation démographique avec même un léger gain de 6 habitants entre 1999 et 2007.
Ce déclin démographique s'explique par un important exode rural lié aux conditions naturelles difficiles (isolement, altitude, pentes, climat) qui s'est poursuivi jusqu'à la fin du XXe siècle, le solde migratoire étant alors constamment négatif (par exemple - 1,9 % l'an entre 1975 et 1982). Comme cet exode était et est encore surtout le fait de jeunes adultes, cela entraîne un vieillissement démographique important de la population communale : en 2007, les 65 ans et plus forment 34,9 % de la population totale alors que les 0 à 19 ans n'en formaient que 13,7 %. Il s'ensuit un déficit naturel important (entre 1999 et 2008, Larochemillay a comptabilisé en 9 ans 44 décès pour seulement 11 naissances, à peine plus d'une par an en moyenne. Le solde naturel a été en moyenne de - 1,3 % l'an entre 1999 et 2007. La première décennie du XXIe siècle enregistre toutefois un léger retournement avec un solde migratoire positif pour la première fois depuis des décennies (+ 1,5 % l'an entre 1999 et 2007), mais cette immigration est essentiellement le fait de retraités, parfois d'origine étrangère, de nombreux Hollandais en particulier venant s'installer dans la commune. La densité de la population est désormais très faible, autour de 7 habitants par km2.
Larochemillay enregistre une diminution spectaculaire du nombre de ses résidences principales passées de 188 en 1968 à 145 en 2007 (- 43 en 39 ans), cela au profit des résidences secondaires dont le nombre est passé pendant la même période de 54 à 139 (+ 85 en 39 ans), leur nombre égalant presque désormais celui des résidences principales. L'habitat est essentiellement pavillonnaire (96,2 % du total des logements en 2006) et ancien (114 logements (81,6 % du total) sont antérieurs à 1949, 11 seulement postérieurs à 1990.

### Vie culturelle et loisirs
- Un festival, dénommé Les Petits Plaisirs de La Roche a été organisé en juillet 2010[48].
- Une journée de battage à l'ancienne est organisée chaque année[49].
- Les Foulées de Bibracte sont une course de montagne de 12 kilomètres (3,5 km sur route et 8,5 km de chemins de terre en forêt) partant du bourg de Larochemillay et se terminant au sommet du mont Beuvray. Le dénivelé est de 719 mètres[50].

### Héraldique
| Blason de Larochemillay | Blason  | Tiercé en pairle renversé: au 1 de sinople à un châtaignier d'or, au 2 d'or à deux clés de gueules passées en sautoir, au 3 d'azur à un château couvert et girouetté d'argent soutenu d'une divise ondée du même. |
| Blason de Larochemillay | Détails | Créé par JF Binon. Officiel, confirmé par Mairie. |

## Culture locale et patrimoine

### Lieux et monuments

#### Champ Robert, une zone industrielle millénaire
Champ Robert est le hameau le plus occidental de la commune, s'étirant joliment sur la courbe de niveau des 500 mètres, il domine la vallée de Montjouan, face au mont Touleur qui le sépare de Larochemillay. Autrefois au carrefour de plusieurs routes conduisant à Larochemillay, Chiddes, Saint-Honoré-les-Bains et Villapourçon, il fut dédaigné par le nouveau tracé de la D 227 dont il n'est plus qu'un appendice.
Champ Robert fut depuis les temps les plus anciens une zone d'extraction du minerai de fer. De nombreuses traces d'excavations à ciel ouvert sont encore visibles dans les environs. Deux entrées de galeries étaient connues dans les années cinquante, aujourd'hui effondrées. Une carrière de marbre a été exploitée à différentes époques depuis la présence romaine jusqu'au XXe siècle, dans les années 1960, au lieu-dit la Marbrière. L'activité minière fit naître à la fin du XIXe siècle le projet, vite abandonné, d'une desserte ferroviaire sans doute à l'origine de la légende de la gare de Larochemillay.
En surplomb de la Marbrière, les vestiges d'un petit château dit l'Ouche du château sont encore visibles qui aurait été le fief d'une seigneurie selon l'abbé Baudiau. Champ Robert ne compte plus que six habitants permanents alors qu'au début du siècle dernier[Quand ?] on en recensait dix fois plus. Les résidents secondaires, en été, portent l'effectif du hameau à une vingtaine d'habitants. Champ Robert, selon Baudiau, viendrait du latin Campus Roberti. Étymologie contestable car le nom se prononce en patois San Rôbé (é bref), et non San Rôbér (é appuyé), qui se traduirait plutôt par Le champ volé (dérobé).
Une association dénommée Touleur créée par les résidents permanents et secondaires s'emploie activement à maintenir le patrimoine local. Champ Robert, aujourd'hui, est devenu le lieu bucolique de paisibles troupeaux de charolais, des jonquilles et des châtaignes.

#### Le château de La Roche
Un premier château aurait été détruit en 762, peut-être dans le cadre des combats opposant Waïfre, duc d'Aquitaine, à Pépin le Bref, roi des Francs. Le château féodal fut le siège d'une des premières baronnies du Nivernais. Implanté sur la presqu'île de confluence de la rivière de la Roche (ou Séglise) et du ruisseau de l'étang des Marauds, en situation perchée à l'emplacement d'un ancien oppidum romain, il était au XIIe siècle le siège du pouvoir féodal le plus important du Nivernais. Le bourg s'est développé en situation également perchée, au pied de la forteresse et sous sa protection. La plus ancienne personne connue comme seigneur de Laroche-Millay est Henri, Seigneur de La Roche Millay, Chiddes et Millay dont l’arrière petite fille femme de la « maison de Glenne » épouse vers 1180 Eudes, sire de Châtillon-en-Bazois. En 1253, leur fils, Jean II de la Roche-Millay, sire de Châtillon, organise un audacieux coup de main à Autun cum armis et equitaturis ("avec armes et chevaux") pour soustraire à la justice ecclésiastique Guy de la Perrière et d'autres seigneurs de ses amis détenus pour quelques méfaits dans la prison du chapitre. Il fut condamné à rendre ses prisonniers et à suivre en chemise, avec cinq de ses complices, une procession dans les églises de Lyon, Autun, Langres, Mâcon et Chalon. En 1381, la seigneurie et le château sont propriété de Guillaume de Mello, époux d'une héritière de la famille de Châtillon. Le vieux château médiéval brûla en 1412 ; il en subsiste deux tours circulaires et des murs de remparts.
Mouvante (= dépendante) du duché du Nivernais, « la terre de La Roche-Milay se composait à la fin de l'Ancien Régime de quatre domaines, de treize forêts, dont les principales étaient celles de Châtillon, de La Grande-Gabrielle, de La Gravelle, de Touleurs,..., et de dix-neuf étangs, pouvant nourrir onze mille poissons. Les rentes produisaient, année commune, mille dix livres, et les lods et ventes autant. La plupart des titres furent brûlés en 1792 ». Elle comptait dans la dépendance de son donjon trente-trois seigneuries en toute justice (haute justice, moyenne justice, basse justice) et plus de cinquante avec les moyennes et basses seulement. René de Rousselé en 1642, fils de René de Rousselé et de Marguerite de Montmorency, est qualifié du titre de « baron de La Roche-Millay ». Louis XIV conféra le titre de comte à la fin du XVIIe siècle à son descendant Joseph-René de Rousselle (ou de Rousselé), colonel d'un régiment d'infanterie et aide de camp des armées du roi.

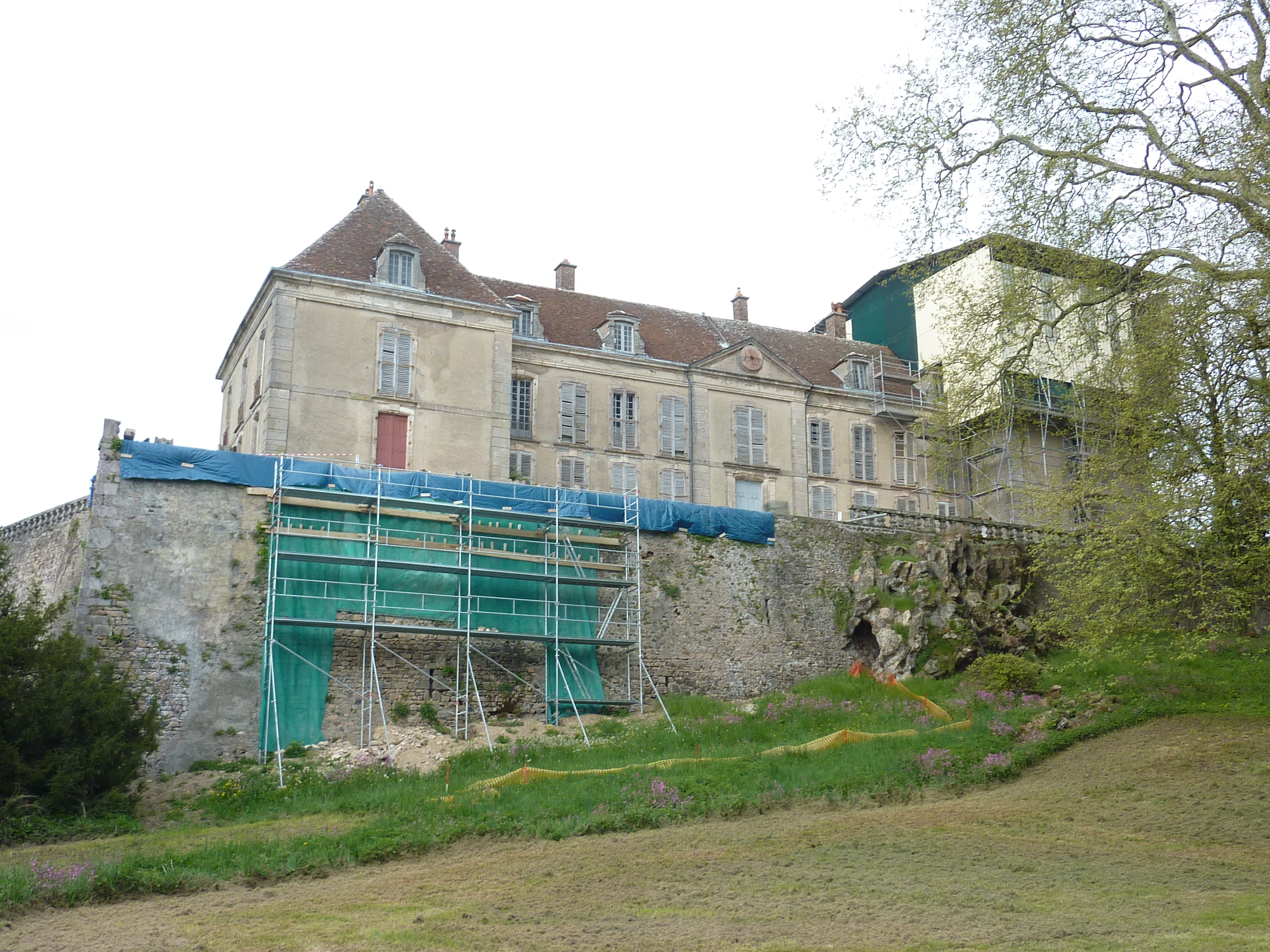
Le château de Larochemillay (travaux de restauration en cours en 2011 à la suite de l'incendie survenu en 2008).

Le château actuel fut construit à partir de 1720 par le maréchal de Villars qui avait acheté la seigneurie à un des fils du connétable de Montmorency. « Sur ce rocher sauvage, et sans dédaigner les assises romantiques du donjon écroulé, l'ingénieur (...) a construit un édifice vraiment noble par sa grandeur, par sa simplicité et par la juste harmonie de ses proportions ». Il comprend un grand corps de logis à mansardes, flanqué de deux pavillons rectangulaires. Le comte François de La Ferté-Meun achète la seigneurie pour la somme de 130 000 livres le 15 avril 1736 et fait achever les travaux de construction du château par l'architecte Michel-Ange Caristie. En 1760, le comte de La Roche-Millay est Jacques-Louis de La Ferté-Meun, seigneur de Solière et de Cuzy
Les familles de Noailles (par mariage, à partir de 1851) puis de Montesquiou-Fezensac, furent par la suite les propriétaires successifs du château.

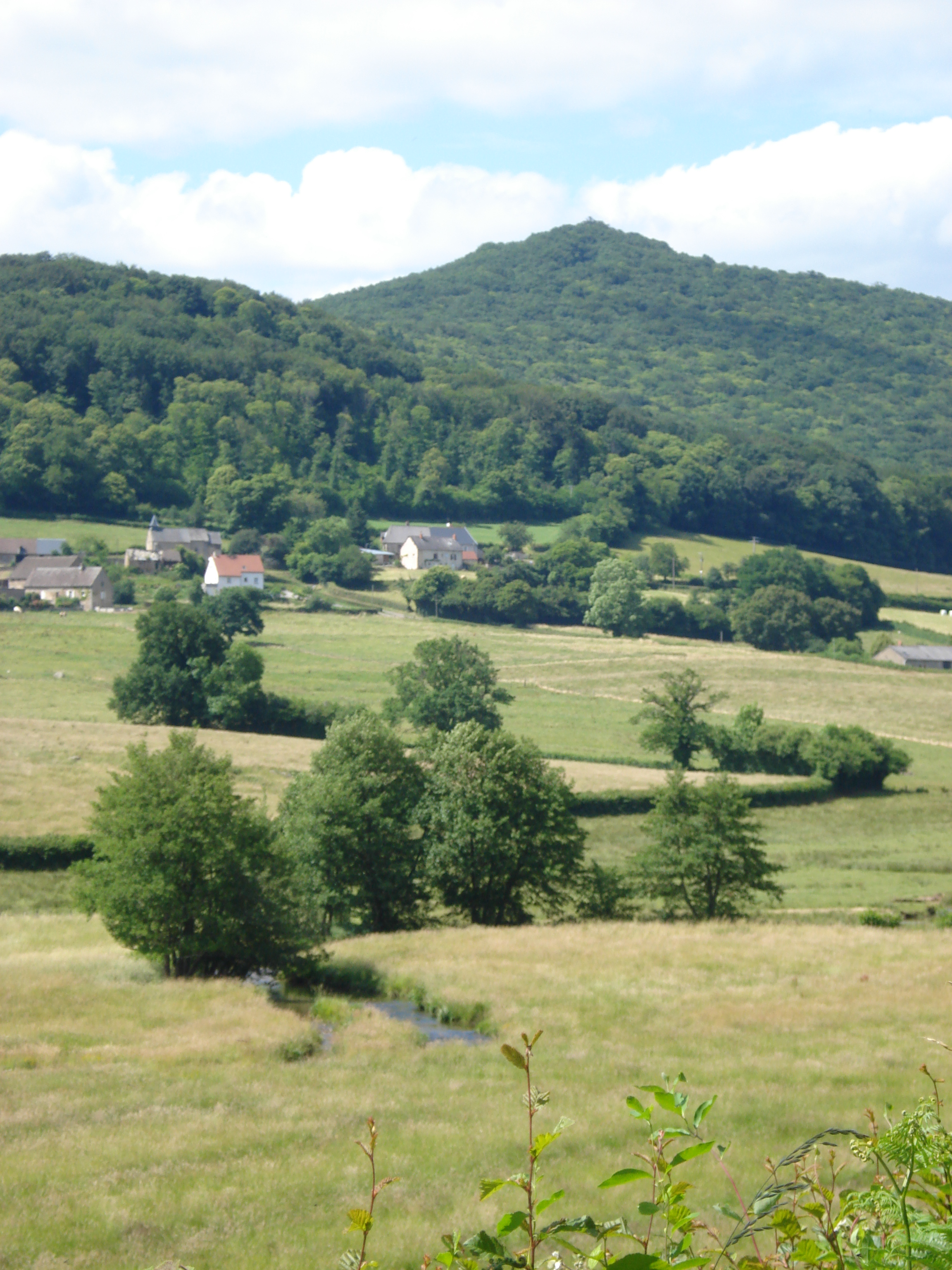
La Roche (rivière), Saint-Gengoult (village) et le mont Touleur (site antique et médiéval).

Les décors intérieurs du château datent du XVIIIe siècle, mais furent remaniés au XIXe siècle. Détruit partiellement (partie est) par un incendie le 18 décembre 2008, le château est en cours de restauration en 2011. Le château est inscrit à l'Inventaire des monuments historiques par l'arrêté du 15 mars 2002 et le site est inscrit par l'arrêté du 26 avril 1965.

#### Les Fraichots, base du maquis Louis

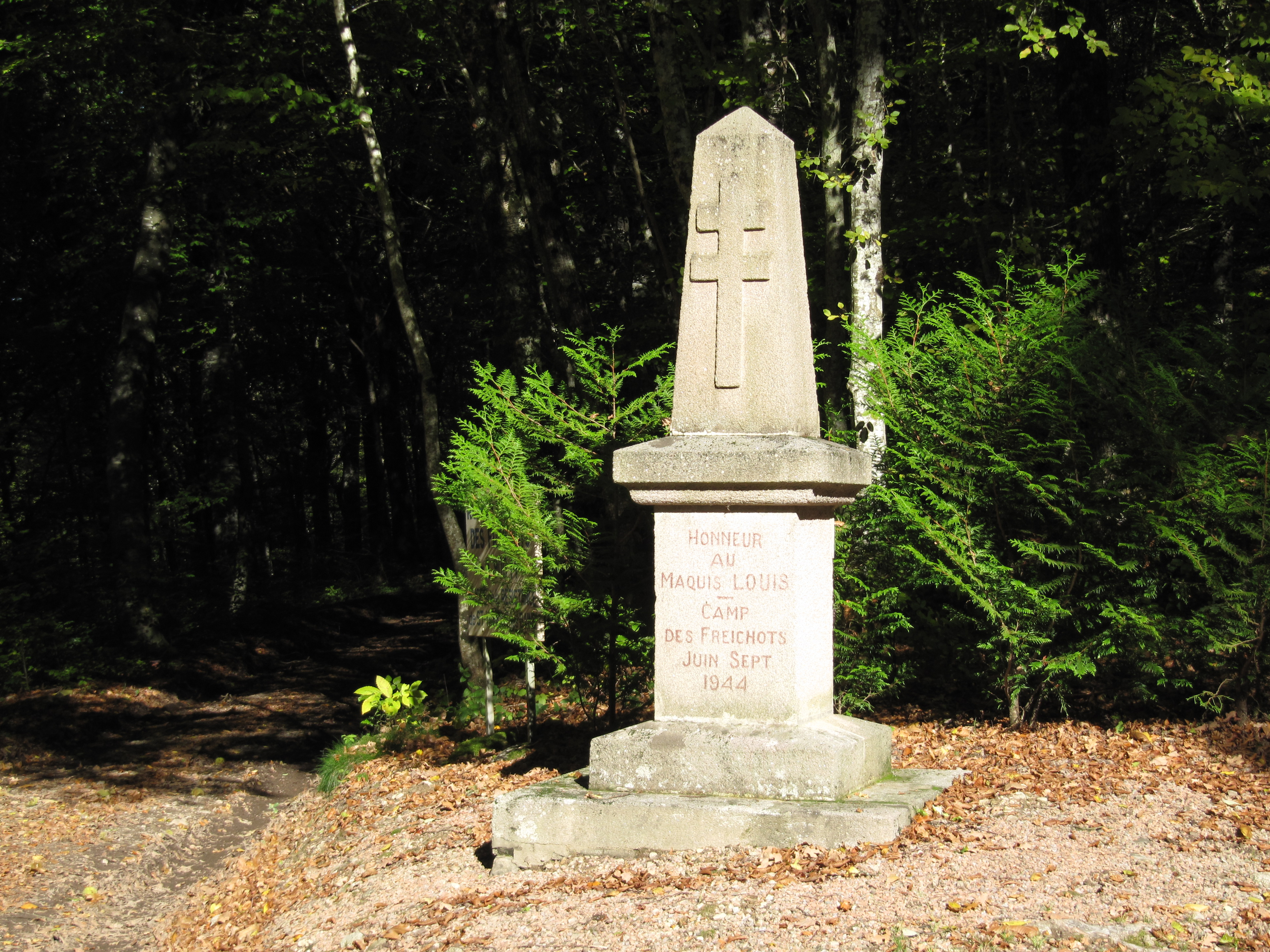
La stèle commémorative du maquis Louis aux Fraichots.

Sur la D192, 3 km au nord-ouest de Larochemillay près du Bouchet, une petite stèle évoque l'épopée du maquis Louis dont la base était située dans l'ancien village des Fraichots, aujourd'hui disparu, à quelques centaines de mètres de là (prendre le chemin de terre à gauche de la stèle). Un autre édifice commémoratif l'avoisine. On déplorera le mauvais goût architectural de ce dernier et son emplacement en concurrence de l'édifice original, en revanche, on y trouve d'intéressantes indications historiques (carte et noms).

#### Le charme de la Louére

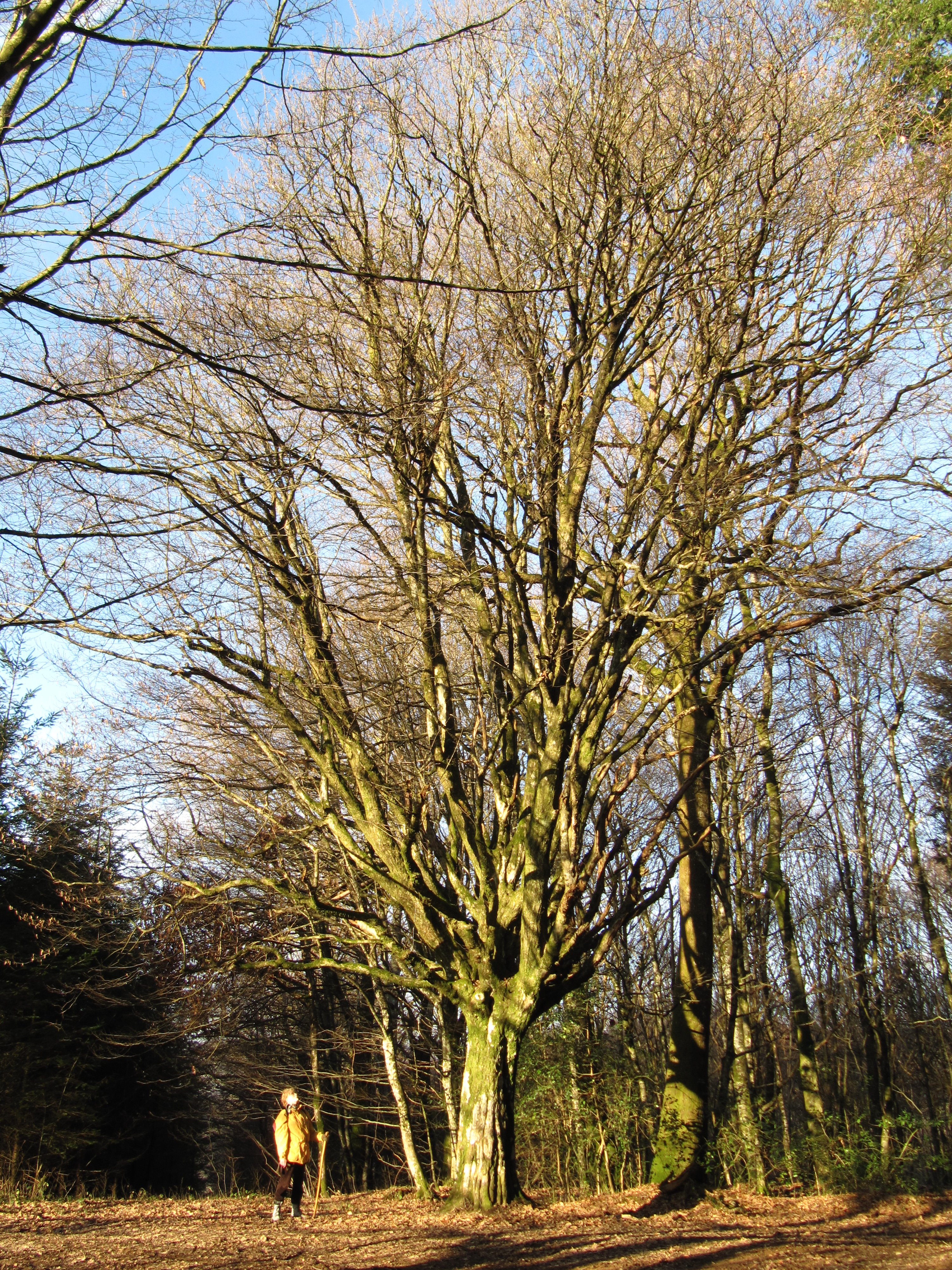
Le charme de la Louére.

Entre le Foudon et les Rompas sur l'ancienne voie romaine de Bibracte à Saint-Honoré-les-Bains, dite le chemin ferré (portée à tort sur la carte de randonnée de l'IGN : le chemin pavé), dans la forêt de Chatillon à la cote 523. Le charme de la Louére était le point de rendez-vous annuel des ouvriers agricoles et des fermiers jusqu'au début du XXe siècle. Là se tenaient les discussions d'embauche entre ouvriers et patrons pour un contrat oral d'un an. Cette pratique avait pour nom la Louée peut-être à l'origine du nom du lieu encore que la « louére » soit en patois le nom d'un piège à loup. Situé sur un col, il était facile en ces temps de grands marcheurs, d'y accéder, par la crête depuis les communes de Larochemillay ou Semelay et par les vallées depuis celles de Villapourçon, Chiddes ou Glux. On trouve à proximité, le long du chemin ferré, de nombreuses traces d'excavations de minerai de fer.

#### L'église paroissiale Saint-Pierre
L'église paroissiale de Larochemillay a toujours été sous le patronage de saint Pierre, apôtre. La fête patronale de la Saint-Pierre fut longtemps très fréquentée. L'église actuelle a été construite en 1870-1871, remplaçant l'ancienne église située au milieu du cimetière et qui était une construction toute simple, sans style, composée d'une nef et d'un chœur flanqué de deux chapelles. L'église actuelle est peinte à même la pierre, tout est peint, rien n'a été oublié ; des saints sont peints sur l'autel et des scènes religieuses en haut du chœur, les fresques datant de 1872 ont été peintes par François Verdier et Alexandre Dreux. Sur l'antependium du maître-autel, le Christ est encadré par les quatre évangélistes : Matthieu, Luc, Marc et Jean. Au-dessus de l'autel, saint Pierre conduit les fidèles à la prière. Le haut de la nef est bleu et parsemé d'étoiles comme le ciel.

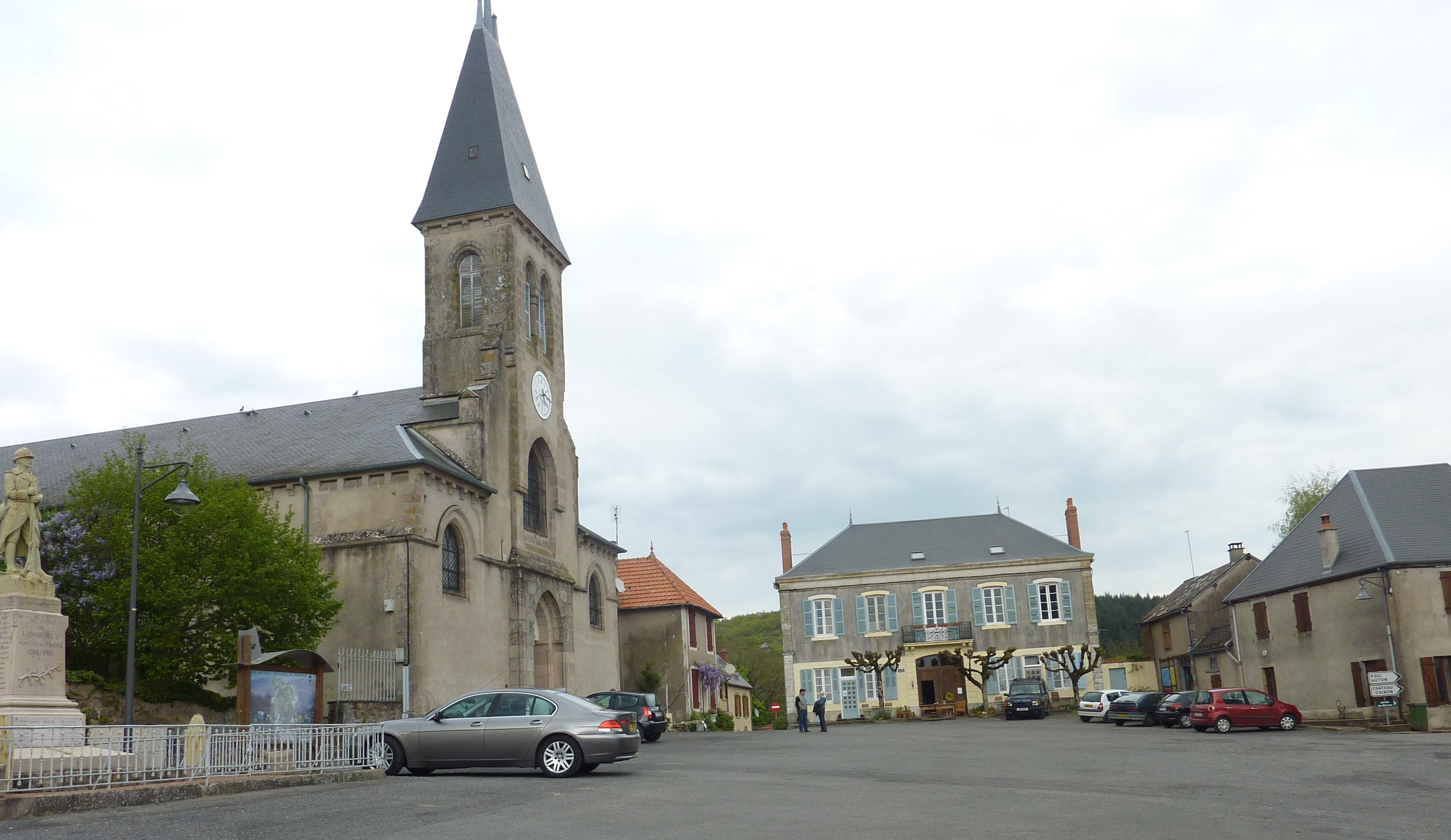
Larochemillay : la place du village et la façade de l'église paroissiale Saint-Pierre.
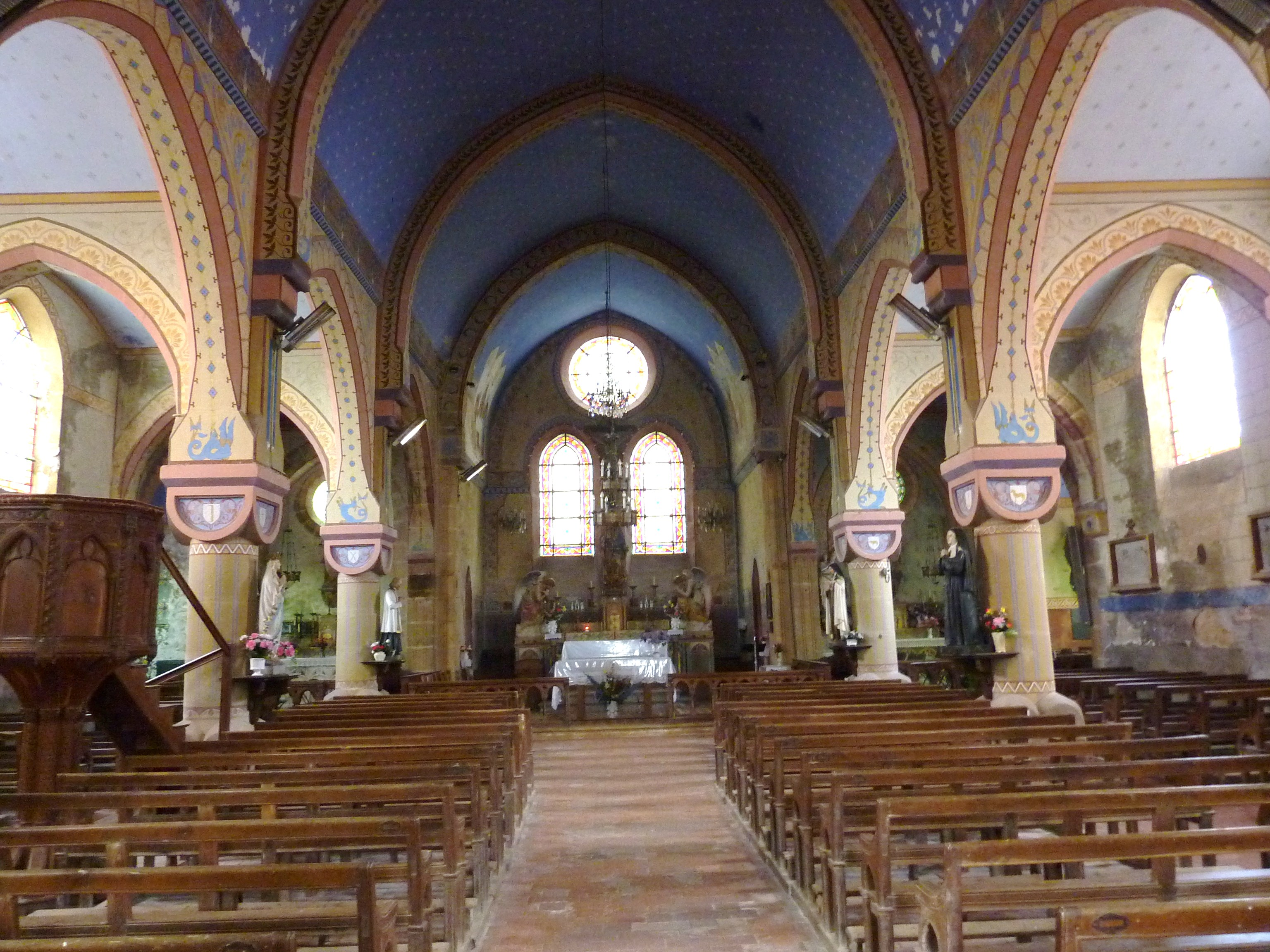
Larochemillay : église paroissiale Saint-Pierre, vue intérieure.
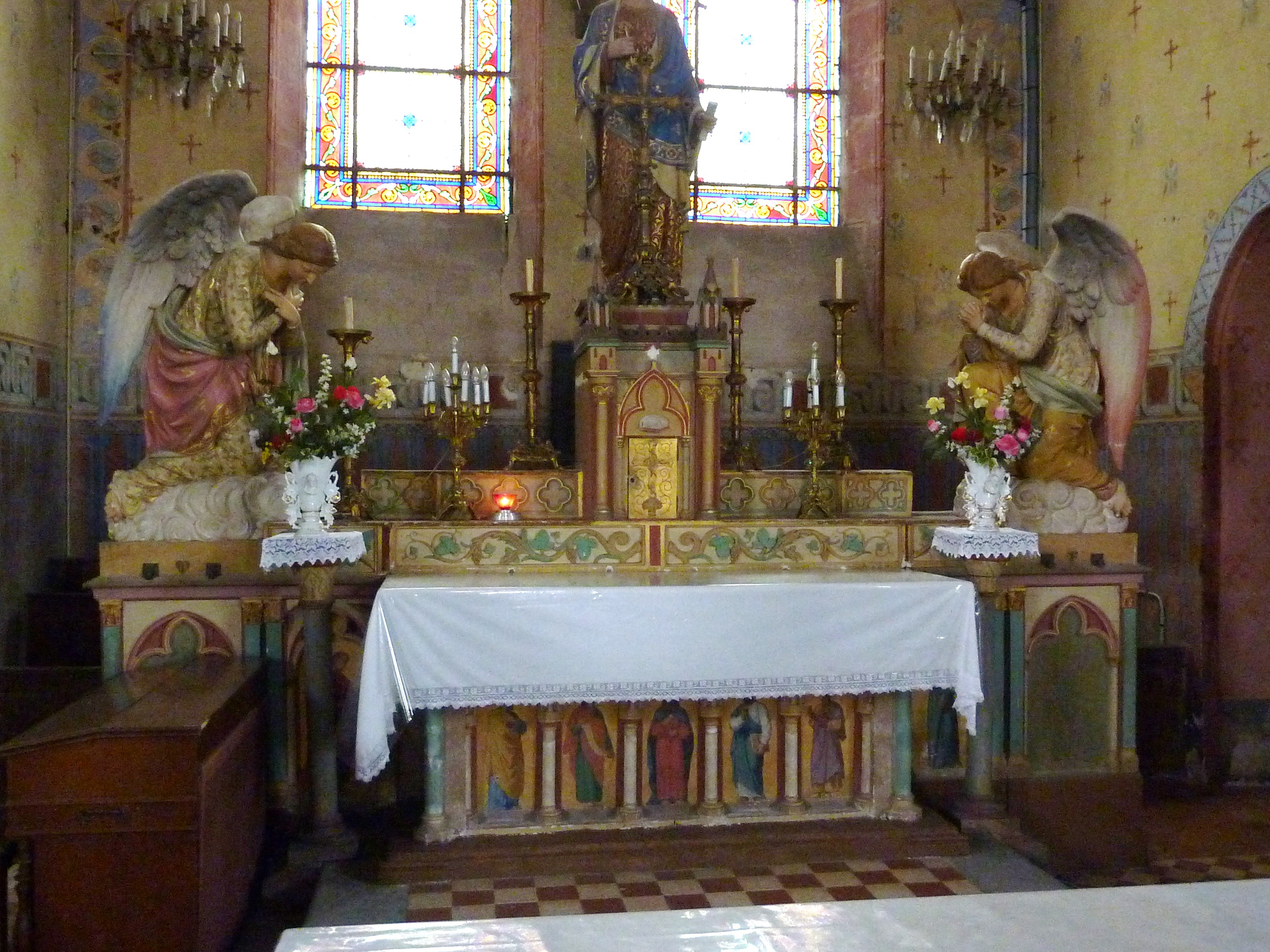
Larochemillay : église paroissiale Saint-Pierre, le maître-autel.

#### Ruines du mont Touleur
Sur le sommet du mont Touleur, à 581 mètres, subsistent des ruines importantes d'une forteresse érigée au moins au XIIe siècle, détruite au XVe siècle et jamais rebâtie. Les ruines sont très visibles mais sont menacées.

#### Château de Mâchefer
Le château de Mâchefer édifié au XIXe siècle.

#### Chapelle de l'ancien cimetière
Petite chapelle, elle est érigée à la demande d'un ancien régisseur du château. Elle est rénovée au cours des années 1980 grâce aux subventions de l'association La Camosine.

### Personnalités liées à la commune
- Maréchal de Villars.
- Louis Althusser, philosophe (1918-1990) y avait des attaches familiales.
- Olivier Bourdelier, poète français né en 1966.
- Amiral Guy Marie de Geffrier (1904-1985), commandeur de la Légion d'honneur.
- Jeannette Chenal, femme de lettres (1913-1997) auteur de cinq recueils de poèmes[76].

## Héraldique
| Blason à dessiner | Blason  | Tiercé en pairle renversé: au 1er de sinople au châtaignier d'or, au 2e d'or à deux clés de gueules passées en sautoir, au 3e d'azur au château couvert et girouetté d'ardent soutenu d'une divise ondée du même. |
| Blason à dessiner | Détails | Le statut officiel du blason reste à déterminer. |